# Józef Chajn

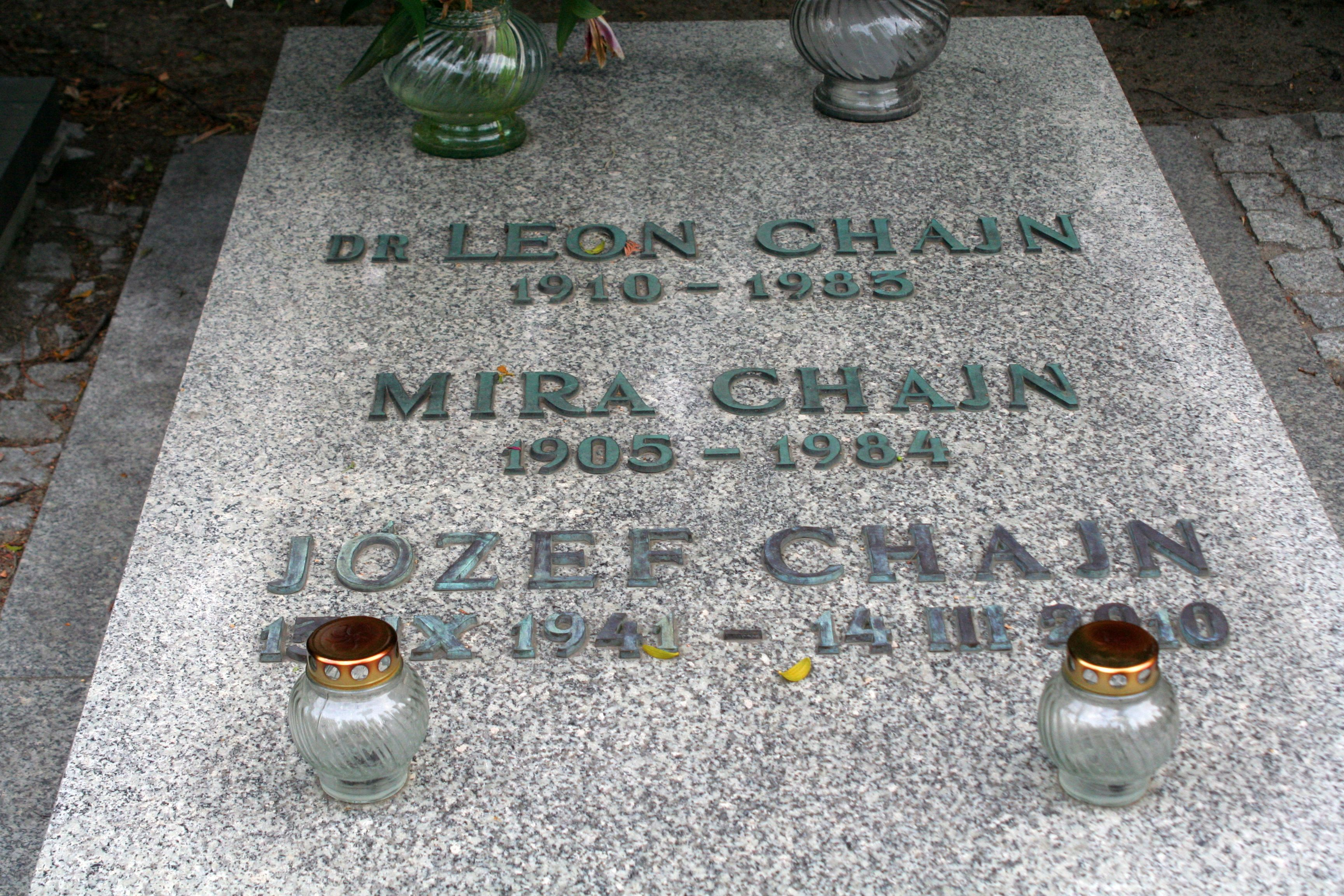
Grób rodziny Chajnów na Cmentarzu Wojskowym na Powązkach w Warszawie

Józef Chajn (ur. 13 września 1941, zm. 14 marca 2010 w Warszawie) – polski doktor chemii, działacz opozycji demokratycznej w PRL, walterowiec, działacz społeczny.

## Życiorys
Urodził się na terenie Związku Sowieckiego. Był synem polskiego komunisty żydowskiego pochodzenia, prawnika i publicysty Leona Chajna (1910–1983) i Miry z domu Fiedotin (1905–1984).
W dzieciństwie był członkiem, następnie instruktorem harcerskiej drużyny walterowskiej prowadzonej przez Jacka Kuronia. W latach 60. uczestniczył w spotkaniach Politycznego Klubu Dyskusyjnego na Uniwersytecie Warszawskim, kierował kółkiem samokształceniowym (jednym z jego członków był Jan Tomasz Gross). W 1966 ukończył studia chemiczne na Politechnice Warszawskiej. Następnie pracował kolejno w Ośrodku Badawczo-Rozwojowym Pomocy Szkolnych i Sprzętu Szkolnego, Polskim Komitecie Normalizacji Miar i Jakości, Domu Handlowym Nauki PAN. Był współpracownikiem Komitetu Obrony Robotników. W stanie wojennym internowany – od 13 grudnia 1981 do 29 kwietnia 1982 w Białołęce. W 1985 został szefem Videonowej – działu Niezależnej Oficyny Wydawniczej Nowa. Od 1993 do śmierci był prezesem Oficyny Wydawniczej „Mówią Wieki”. Od końca lat 90. do 2008 pracował także jako wicedyrektor do spraw zbiorów Żydowskiego Instytutu Historycznego.
W 1997 był sekretarzem Fundacji im. Stefana Batorego, należał do Stowarzyszenia Wolnego Słowa, był współzałożycielem Stowarzyszenia im. Gai i Jacka Kuroniów (2005) oraz członkiem Stowarzyszenia „Otwarta Rzeczpospolita”. Został pochowany 23 marca na Cmentarzu Wojskowym na Powązkach (kwatera A4, rząd Tuje, grób 16).